# Naturschutzgebiet Togerwiesen bei Garlitz
Koordinaten: 53° 18′ 2,4″ N, 11° 0′ 39,5″ O

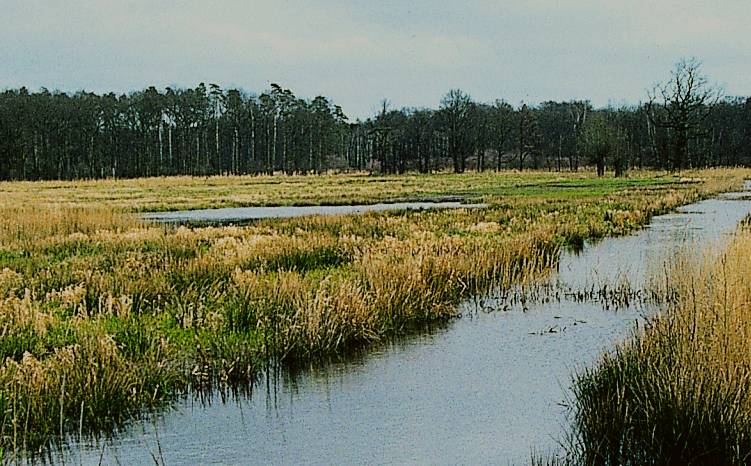
Blick in die Togerwiesen

Das Naturschutzgebiet Togerwiesen bei Garlitz war ein Naturschutzgebiet in Mecklenburg-Vorpommern vier Kilometer westlich von Lübtheen. Der namensgebende Ort Garlitz befindet sich einen Kilometer nördlich. Mit der Ausweisung am 15. Mai 1990 sollten Feuchtgrünlandbereiche mit angrenzenden Mischwäldern erhalten werden, die Lebensraum seltener Arten wie Schwarzstorch, Kornweihe und Steinkauz sind.
Das Naturschutzgebiet befand sich im Naturpark Mecklenburgisches Elbetal. Heute liegt das Gebiet im UNESCO-Biosphärenreservat Flusslandschaft Elbe-Mecklenburg-Vorpommern. Mit Verabschiedung des „Gesetzes über das Biosphärenreservat Flusslandschaft Elbe Mecklenburg-Vorpommern“ vom 15. Januar 2015 wurde das Großschutzgebiet zur Umsetzung der nationalen Kriterien für die Anerkennung und Überprüfung von Biosphärenreservaten der UNESCO in Deutschland in Kern- und Pflege- und Entwicklungszonen gegliedert (§ 6 BRElbeG M-V). Gleichzeitig wurden mit Artikel 7 des Gesetzes „Aufhebung von Rechtsvorschriften“ die nationalen Schutzgebietsverordnungen und Beschlüsse u. a. zu Landschafts- und Naturschutzgebieten sowie zum Naturpark „Mecklenburgisches Elbetal“ aufgehoben, so dass diese Schutzgebietskategorien innerhalb des Biosphärenreservates nicht mehr existieren. Die Flächen des Naturschutzgebietes sind in den Schutzstatus Pflegezone in das UNESCO-Biosphärenreservat Flusslandschaft Elbe-Mecklenburg-Vorpommern übergegangen. Das Gebiet ist nach EU-Recht Bestandteil eines FFH- und Vogelschutzgebietes.
Ein öffentlicher Weg existiert über den Ortsverbindungsweg zwischen Gudow und Garlitz.

## Geschichte
Die Togerwiesen befinden sich im ursprünglichen Urstromtal der Elbe. Das oberflächennah anstehende Grundwasser führte zur Bildung von Mooren und Raseneisenerzen. Letztere wurden in der Vergangenheit abgebaut. Eine längere Nutzung der Fläche war in der Vergangenheit wahrscheinlich durch die hohen Wasserstände nicht möglich. Im Jahr 1989 kam es zu starken Eingriffen, als versucht wurde, durch den Bau von Binnenentwässerungsgräben und Planierungen die Flächen trockenzulegen. Die Baumaßnahmen wurden mit Ausweisung des Schutzgebietes gestoppt. In den Folgejahren wurde versucht, die Folgen dieser Eingriffe zu mindern. Höher gelegene Bereiche werden als extensives Grünland im Rahmen des Landesförderprogramms zur naturschutzgerechten Grünlandnutzung gefördert.

## Tier- und Pflanzenwelt
Nasswiesen mit Seggen und Binsen sind zahlreich vorhanden. Hervorhebenswerte Brutvögel im Gebiet sind Kranich, Rohrweihe, Kiebitz, Bekassine, Schlagschwirl und Braunkehlchen. Nahrungsgäste sind Weiß- und Schwarzstorch.